# Albrecht Höhler
Albrecht Höhler (becenevén: Ali) (Mainz, 1898. április 30. – Frankfurt (Oder), 1933. szeptember 20.) kommunista nézeteket valló aktivista, a Vörös Frontharcos Szövetség tagja, Horst Wessel gyilkosa.

## Életrajz
Ácsként dolgozott, azonban huszonévesen csatlakozott a Ringverein Immertreu nevű berlini alvilági bandához, aminek a nevéhez több illegális tevékenység (prostitúció, lopott áruval való kereskedés stb.) volt köthető. Höhler striciként tevékenykedett és a berlini rendőrség bűnügyi nyilvántartásába is bekerült. Ő és bandája jó kapcsolatot ápolt a Német Kommunista Párttal, amibe be is lépett 1924-ben, majd a  Vörös Frontharcos Szövetség nevű, kommunista, félkatonai szervezet tagja lett. Több álneve is volt: Heinrich Friedrich, Georg Müller, Friedrich Schmidt, Erich Hermann vagy Machelbke Tochtenhagen.

### A Horst Wessel-gyilkosság
1930. január 14-én, a nemzeti szocialista nézeteket valló, SA vezető Horst Wessel albérleti vitába keveredett a főbérlőjével, aki jó kapcsolatot ápolt a német kommunistákkal, minthogy elhunyt férje is kommunista volt. Az özvegyasszony egy kommunista gyűléshelyre ment segítséget kérni. Este tíz órakor Höhler kopogtatott Wessel ajtaján, majd amikor az ajtót nyitott, arcon lőtte. Wessel súlyosan megsebesült és kórházba szállítása után 1930. február 23-án vérmérgezésben meghalt. Horst Wesselt a Nemzetiszocialista Német Munkáspárt a saját mártírjának tekintette.

### Elítélése és halála
Höhler már többször volt elítélve különböző bűncselekmények miatt, ezért a Német Kommunista Párt úgy döntött, hogy viselkedése nem illik a proletariátus és a párt profiljába, ezért nem támogatták. Höhlert 1930. február 4-én tartóztatták le, és a bíróság 6 év 1 hónap börtönbüntetésre ítélte, amit Wohlau város börtönében kellett volna letöltenie. Adolf Hitler hatalomra kerülése után, 1933. szeptember 20-án, Höhlert Wohlauból Berlinbe szállították, az őt szállító autót útközben megállította nyolc SA-egyenruhát viselő ember és Höhlert agyonlőtték.

## Fordítás
- Ez a szócikk részben vagy egészben  az   Albrecht Höhler című német Wikipédia-szócikk fordításán alapul.  Az eredeti cikk szerkesztőit annak laptörténete sorolja fel. Ez a jelzés csupán a megfogalmazás eredetét és a szerzői jogokat jelzi, nem szolgál a cikkben szereplő információk forrásmegjelöléseként.
- Ez a szócikk részben vagy egészben  az   Albrecht Höhler című francia Wikipédia-szócikk fordításán alapul.  Az eredeti cikk szerkesztőit annak laptörténete sorolja fel. Ez a jelzés csupán a megfogalmazás eredetét és a szerzői jogokat jelzi, nem szolgál a cikkben szereplő információk forrásmegjelöléseként.